# First Off
«First Off» — песня американского рэпера Фьючера при участии Трэвиса Скотта. Она была выпущена 12 февраля 2019 на rhytmic и urban contemporary в качестве третьего сингла с седьмого студийного альбома Фьючера The Wizrd. Песня была написана Фьючером, Трэвисом Скоттом, Cash, менеджером XO Records и продюсером песни ATL Jacob.

## Чарты

### Недельные чарты
| Чарт (2019)                           | Высшая позиция |
| ------------------------------------- | -------------- |
| Канада (Billboard Canadian Hot 100)   | 39             |
| Греция (IFPI)                         | 34             |
| Литва (AGATA)                         | 61             |
| Словакия (Singles Digitál Top 100)    | 98             |
| Швейцария (Schweizer Hitparade)       | 89             |
| Великобритания (OCC UK Singles)       | 78             |
| США (Billboard Hot 100)               | 47             |
| США (Billboard Hot R&B/Hip-Hop Songs) | 24             |
| США (Billboard Rhythmic)              | 33             |

### Годовые чарты
| Чарт (2019)      | Позиция |
| ---------------- | ------- |
| Португалия (AFP) | 1408    |

## Сертификации
| Регион | Сертификация | Продажи |
| --- | ------------ | ------- |
| Канада (Music Canada) | Золотой      | 40 000  |
| США (RIAA) | Золотой      | 500 000 |
| * Данные о продажах приведены только на основе сертификации. · ^ Данные о тиражах приведены только на основе сертификации. · Данные о продажах + прослушиваниях приведены только на основе сертификации. |              |         |